# Groșeni (okręg Arad)
Groșeni – wieś w Rumunii, w okręgu Arad, w gminie Archiș. W 2011 roku liczyła 779 mieszkańców. 